# Дітки з класу 402
Дітки з класу 402 — канадсько-американський мультиплікаційний серіал, створений CinéGroupe і Saban Entertainment, прем'єра якого відбулася у 1999 році на каналі Fox Family Channel у США, а 29 серпня 2000 року на Teletoon у Канаді. Він складається з 52 півгодинних епізодів, останній з яких транслювався у 2000 році, з перезапуском до 2005 року. Канали Fox Kids були придбані компанією Disney і змінили назву на Jetix; Залишаючись на своєму графіку, поки канали Jetix знову не були ребрендовані як Disney XD.
Серія орієнтована на групу учнів початкової школи. Міс Грейвс, їх учитель, зазвичай проявляється як співрозмовник у проблемах і несправедливостях, які завдані студентам, чи будуть дилеми внутрішніми чи зовнішніми. Кожен епізод зазвичай закінчується обґрунтованим моральним чи уроком, що випливає з таких вищезгаданих ситуацій.
Серія базується на 40-сторінковій дитячій книжці Грейсі Грейвз та Дітям з кімнати 402 Бетті Параскевас та Майкла Параскеваса, опублікованому в 1995 році.
Мультфільм розроблений для телебачення Сінді Бегель і Леса Кійт, які написали всі 52 епізоди.

## Сюжет
Серіал будується на розповідях епізодичних історій з життя учнів. Практично кожна серія базується на двох сюжетних лініях. Головними героями в основному виступають Ненсі, Джессі, Поллі та Артур, хоча іноді на передній план виходять і інші персонажі, наприклад, Вінні або Фредді. Серіал є зразком дитячої психології, з характерним тонким гумором. Сюжет серій з 1 по 40 включно базується на розділах книги, а сюжет серій так званого другого сезону (з 41 по 52 включно) оригінальний, тобто лише ґрунтується на книзі, але не згадано в ній. Саме тому помітна різниця в якості, опрацьованості сюжетів, оригінальності жартів і ситуацій першого сезону і другого.

## Персонажі

### Клас
Ненсі Френсіс — неофіційний лідер класу. Вельми самозакохана й егоїстична. Будь-якими способами намагається стати кращою подругою Пенні, проте зрештою її зусилля рідко закінчуються успіхом. Дружить з Джессі й часто дає йому поради, часто змушена тісно спілкуватися з Поллі. Характерною особливістю є повна одержимість своїми захопленнями й заняттями, вразливість і впадіння в крайності. Непогана спортсменка. Ненсі життєрадісна, активна й енергійна, досить-таки смілива і рішуча. У неї руде хвилясте волосся, носить фіолетову сукню й окуляри в модній фіолетовій оправі. Вчиться добре.
Поллі МакШейн — найкраща учениця класу. Має дуже важкий характер, надто правильна, зарозуміла і набридлива. Без тіні сумніву доносить директору про проступки інших учнів, а іноді й вчителів. Вкрай егоцентрична, не вміє слухати інших і завжди вважає свою думку правильною, внаслідок чого у Поллі в класі немає друзів, хоча її саму це абсолютно не хвилює (мало того, вона абсолютно щиро вважає, що всі горять бажанням з нею дружити). При цьому, Поллі дуже спостережлива і ніколи не лізе за словом в кишеню, вміючи помічати найдрібніші деталі. Поллі наполовину литовка за національністю і вкрай патріотично ставиться до своєї батьківщини, раз у раз нав'язуючи іншим її культуру і доводячи перевагу над іншими країнами. Крім того, вона захоплюється ложками, які колекціонує, дає їм особисті імена, не дозволяє до них торкатися, а також знає багато історій, з ними пов'язаних, які розповідає при першій-ліпшій можливості. Дуже діяльна: постійно бере участь у всіляких конкурсах, а також влаштовується на роботу (секретарем, інструктором з плавання, бібліотекарем і т. д.). Іноді її скрупульозність може і стати в пригоді: в одній із серій вона зуміла зробити відпочинок Ненсі повним веселощів саме завдяки тому, що вивчила всі правила і викрила дорослих в їх невиконанні. У неї каштанове волосся, зібрані у два хвостики, смугаста сукня й окуляри в товстій круглій оправі. У деяких серіях хоче стати подругою Ненсі, причому дуже нав'язливо. Має домашню козу на прізвисько Шніци. IQ 152.
Джессі МакКой — розпещений ледар, хуліган, невдаха і прогульник. Але при цьому, Джессі досить-таки простодушний і нездатний на справжню підлість. Постійно шукає способи списати роботу або пропустити заняття, але в підсумку завжди виявляється викритим міс Грейвс. Дружить з Ненсі з дитячого саду, і з Вінні, однак, на відміну від останнього, часто потрапляє в дурне становище. Чимало неприємних ситуацій виявляється пов'язано з його матір'ю, яка надмірно дбає про сина. Майже лисий, через що однокласники колись називали його «вошивим», носить помаранчевий светр з сорочкою і сині джинси. В одній із серій став об'єктом насмішок, з'ївши стару жуйку. Любить комікси та відеоігри про прибульців. Проживає в багатоквартирному будинку, на відміну від своїх однокласників. IQ 91.
Артур Кеннет ван дер Волл — заповзятливий хлопець з німецьким корінням, який мріє розбагатіти, причому зазвичай використовуючи нечесні методи. Доглянутий, стежить за собою, одягається зі смаком (очевидно, він живе в багатій родині). Артур — знавець людської психології, розумний і вміло грає на почуттях оточуючих, але при цьому має декілька комплексів, які ретельно приховує (наприклад, соромиться переодягатися в присутності інших); про деякі його слабкості знає тільки Фредді, який на якийсь час теж заразився ними. Періодично створює різний бізнес, як розумний, так і відверто шахрайський (агентство нянь, кінотеатр, бібліотеку, платний світлофор і ін.), Однак більшість його витівок в кінцевому підсумку закінчуються невдало, часто через міс Грейвс. У нього руде пишне волосся, одягнений в синій піджак і бежеві штани.
Вінні Наста — жартівник і хуліган. Вінні-веселун і дотепник, далеко не дурний, але ледачий. Частенько здає домашні роботи свого брата, однак цей фокус ніколи не проходить. У деяких серіях робиться наголос на тому, що, попри юний вік, його дуже цікавить протилежна стать, зокрема, він деякий час зустрічався з Ненсі. Крім того, Вінні сексуально стурбований, що підтверджує його творчість (в одній із серій він намалював дві гори, схожі на жіночі груди, а в іншому епізоді зліпив фігурку, побачивши яку міс Грейвс вирішила залишити його після уроків). Дружить з Джессі, але, попри це, часто критикує його, іноді злісно жартує. У нього каштанове волосся, зачіска з чубчиком, одягнений у футболку з номером 10 і сині джинси. IQ 100.